# Danilo Napolitano
Pour les articles homonymes, voir Napolitano.
Danilo Napolitano (né le 31 janvier 1981 à Vittoria, dans la province de Raguse, en Sicile) est un coureur cycliste italien. Il est professionnel de 2004 à 2017. Bon sprinter, il a notamment remporté une étape du Tour d'Italie 2007.

## Biographie
Danilo Napolitano est le frère cadet de Massimiliano Napolitano, coureur professionnel à la fin des années 1990. Il commence sa carrière professionnelle en 2004 au sein de l'équipe LPR dans laquelle il reste jusqu'en 2005. Par la suite, il est recruté par l'équipe Lampre après sa bonne saison 2005.  Il a notamment terminé 5e de Milan-San Remo, 9e de la Vattenfall-Cyclassic et 8e de Paris-Tours en 2006 et en 2007 il parvient enfin à obtenir une grande victoire, une étape du Tour d'Italie.
En 2008, il aborde la saison avec de grandes ambitions. En l'absence de Daniele Bennati, qui a rejoint la Liquigas, il envisage des victoires sur Milan-San Remo et le Tour de France.
Il remporte des courses, que ce soit avec Lampre ou avec Katusha (nouvelle équipe russe qu'il a rejoint en 2009 pour deux ans), mais ne parvient pas à confirmer sa réputation d'excellent sprinter, une grande classique ou plusieurs étapes sur des grands tours lui manquant au palmarès.
Danilo Napolitano s'engage à la fin de l'année 2010 avec Acqua & Sapone. En 2011 et 2012 il glane quelques succès et s'impose notamment lors des 2e, 4e et 5e étapes du Tour de Wallonie.
Lors de la saison 2013 il court pour le compte de l'équipe continentale professionnelle Accent Jobs-Wanty. Il s'adjuge la 1re étape des Trois Jours de Flandre-Occidentale et termine second de la Dutch Food Valley Classic. 
La disparition de sa formation pousse le coureur italien à signer un contrat avec Wanty-Groupe Gobert qui compte sur ses qualités de sprinteur. Il gagne le Circuit du Pays de Waes, le classement par points des Trois Jours de Flandre-Occidentale et finit troisième du Grand Prix de l'industrie et du commerce de Prato sous ses nouvelles couleurs. Au mois d'octobre 2014, il prolonge le contrat le liant à son employeur pour une année supplémentaire.
En 2015 il remporte la troisième étape des Boucles de la Mayenne et termine second de la World Ports Classic.
Au mois d'octobre 2016 il prolonge le contrat qui le lie à l'équipe continentale professionnelle belge Wanty-Groupe Gobert.
En septembre 2017 il termine onzième du Grand Prix de Fourmies. Il met fin à sa carrière à l'issue de cette saison 2017.

## Palmarès

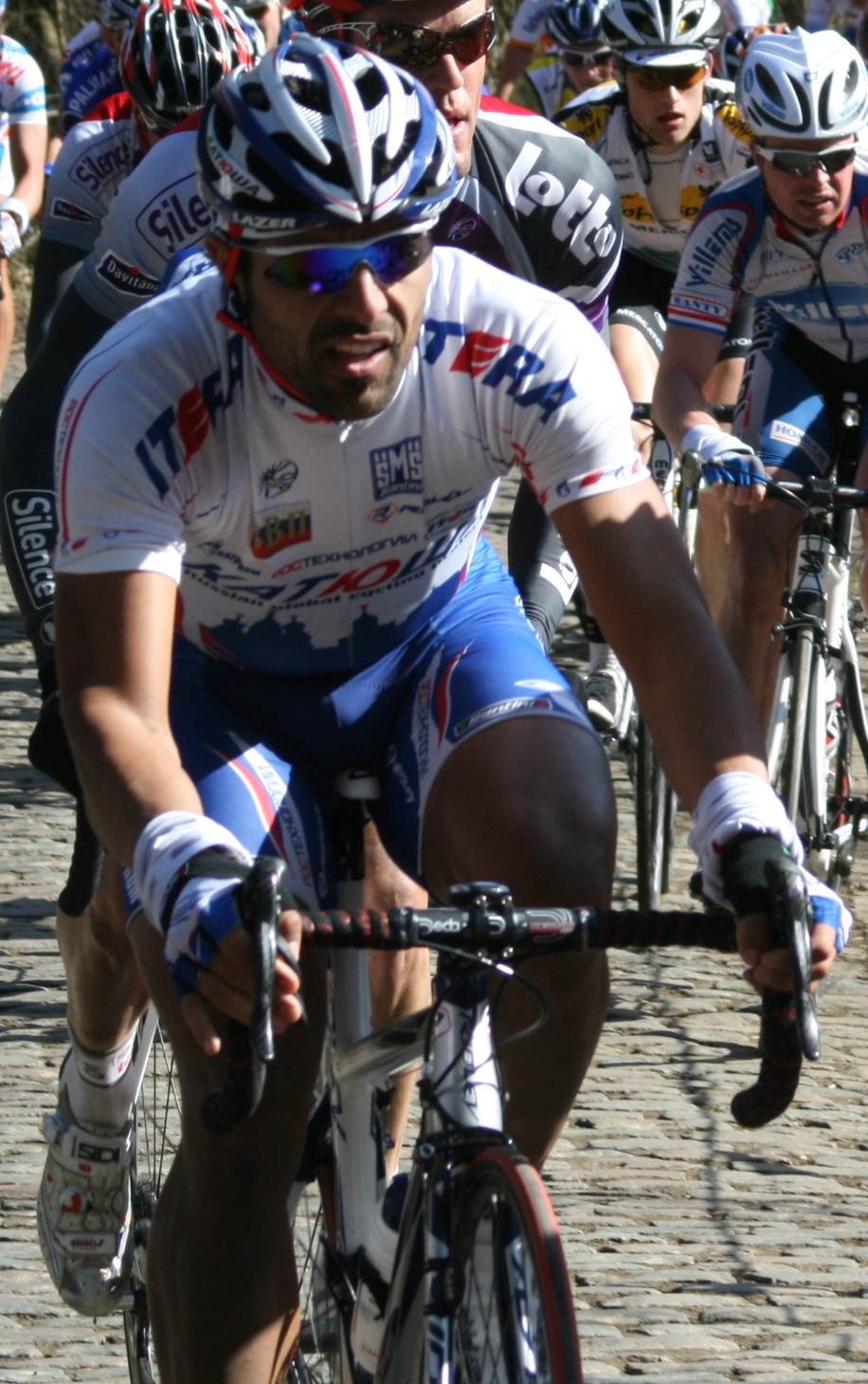
Danilo Napolitano, lors des Trois Jours de Flandre-Occidentale 2009

### Palmarès amateur
- 2001
  - Gran Premio San Rocco
  - Circuito di Sant'Urbano
  - Circuito Isolano
- 2002
  - Gran Premio Szan Rocco
  - Trophée Antonietto Rancilio
  - Mémorial Gigi Pezzoni
  - Trofeo Comune di San Secondo
  - Mémorial Roberto Ricci
  - 2e du Gran Premio Fiera del Riso
- 2003
  - Gran Premio Sportivi di Godo
  - Circuito di Sant'Urbano
  - Circuito del Termen
  - Trofeo Papà Cervi
  - Trofeo Banca Reggiana Credito Cooperativo
  - 100 Km. di Nuvolato
  - Gran Premio Site
  - Mémorial Fregonese
  - Circuito Mezzanese
  - 1re étape du Tour du Guatemala
  - 2e du Gran Premio della Possenta
  - 2e du Gran Premio Fiera del Riso
  - 2e du Circuito Alzanese
- 2004
  - 6e étape de la Vuelta Ciclista Lider al Sur
  - Coppa Città di Melzo
  - Giro delle Tre Provincie
  - Coppa Belricetto
  - Gran Premio della Possenta
  - Coppa Caduti Buscatesi
  - Coppa Comune di Piubega
  - Grand Prix de la ville de Venise
  - 2e du Circuito del Termen
  - 2e du Trofeo Papà Cervi
  - 2e du Circuito del Porto-Trofeo Arvedi

### Palmarès professionnel
| - 2005 - Tour du Stausee - 3e étape de la Semaine internationale Coppi et Bartali - 3e étape du Brixia Tour - Coppa Bernocchi - 2e et 5e étapes du Tour du Poitou-Charentes - Tour de Romagne - 2e de la Châteauroux Classic de l'Indre - 3e du Tour du lac Majeur - 2006 - 1re étape du Tour méditerranéen - 1re et 4e étapes de la Semaine internationale Coppi et Bartali - 1re et 5e étapes du Tour d'Autriche - 3ea étape du Brixia Tour - Coppa Bernocchi - 3e du Grand Prix de la côte étrusque - 5e de Milan-San Remo - 8e de Paris-Tours - 9e de la Vattenfall Cyclassics - 2007 - 5e étape du Tour de Murcie - 9e étape du Tour d'Italie - 1re étape du Tour de Slovénie - Coppa Bernocchi - 3e étape du Tour de Pologne - Prix de Misano-Adriatico - 4e de la Vattenfall Cyclassics - 2008 - 5e étape du Tour du Qatar - 5e étape du Tour de la Communauté valencienne - 3e étape du Tour de la province de Grosseto - 1rea étape du Brixia Tour - 1re et 2e étapes du Tour du Portugal - 3e du Grand Prix de la côte étrusque | - 2009 - 1re étape du Tour d'Andalousie - 2e étape des Trois Jours de Flandre-Occidentale - 1rea étape de la Semaine internationale Coppi et Bartali - 1re étape du Tour de Luxembourg - 2010 - 2e étape des Quatre Jours de Dunkerque - 1re étape du Tour de Wallonie - 2011 - 2e du GP Nobili Rubinetterie Coppa Citta di Stresa - 2012 - 4e étape du Circuit de Lorraine - 2e, 4e et 5e étapes du Tour de Wallonie - 2013 - 1re étape des Trois Jours de Flandre-Occidentale - 2e de la Dutch Food Valley Classic - 2014 - Circuit du Pays de Waes - 3e du Grand Prix de l'industrie et du commerce de Prato - 2015 - 3e étape des Boucles de la Mayenne - 2e de la World Ports Classic |

### Résultats sur les grands tours

#### Tour de France
2 participations
- 2007 : hors-délai (8e étape)
- 2009 : hors-délai (9e étape)

#### Tour d'Italie
2 participations
- 2007 : abandon (12e étape), vainqueur de la 9e étape
- 2011 : abandon (11e étape)

#### Tour d'Espagne
2 participations
- 2006 : abandon (16e étape)
- 2008 : abandon (12e étape)

### Classements mondiaux
| Année                  | 2005 | 2006 | 2007 | 2008 | 2009 | 2010 | 2011 | 2012 | 2013 | 2014 | 2015 | 2016 |
| ---------------------- | ---- | ---- | ---- | ---- | ---- | ---- | ---- | ---- | ---- | ---- | ---- | ---- |
| Classement ProTour     |      | 64e  | 59e  |      |      |      |      |      |      |      |      |      |
| Calendrier mondial UCI |      |      |      |      | 222e |      |      |      |      |      |      |      |
| UCI Europe Tour        | 6e   |      |      |      |      |      | 62e  | 43e  | 90e  | 34e  | 152e | 467e |

## Distinctions
- Mémorial Gastone Nencini (révélation italienne de l'année) : 2005